# La Neuville-Saint-Pierre
La Neuville-Saint-Pierre ist eine französische Gemeinde mit 162 Einwohnern (Stand 1. Januar 2022) im Département Oise in der Region Hauts-de-France. Die Gemeinde liegt im Arrondissement Clermont und ist Teil der Communauté de communes de l’Oise Picarde und des Kantons Saint-Just-en-Chaussée.

## Geographie
Die im Westen von der Autoroute A16 begrenzte Gemeinde liegt östlich der früheren Route nationale 1 rund 14 Kilometer nördlich von Beauvais.

## Einwohner
| 1962 | 1968 | 1975 | 1982 | 1990 | 1999 | 2006 | 2011 |
| ---- | ---- | ---- | ---- | ---- | ---- | ---- | ---- |
| 116  | 125  | 104  | 114  | 147  | 140  | 161  | 168  |

## Verwaltung
Bürgermeister (maire) ist seit 2014 Jean-Pierre Nigro.

## Sehenswürdigkeiten
- Kirche Saint-Éloi und Sainte-Clothilde aus dem 16. Jahrhundert mit einer polychromen Holzstatue des heiligen Christoph, die in die Base Palissy aufgenommen ist[1]